# Inar
Inar a hettiták Nesza nevű városának uralkodója volt az i. e. 18. század első felében, kortársa Anumhervasznak és a kusszarai Pithanasznak. Neve Inar isten nevével azonos. Igen kevés adat áll róla rendelkezésre, mégpedig fia és utódja neve, Varszamasz és első számú emberének, a rabi simmiltimnek neve, Szamnuman. Uralkodási idejéhez köthető a Kanis Ib kultúrréteg.